# Club de Básquetbol Gigantes del Estado de México
I Gigantes del Estado de México sono una società cestistica avente sede a Toluca, in Messico. Fondata nel 2012, gioca nel Liga Nacional de Baloncesto Profesional.
Disputa le partite interne nel Gimnasio Adolfo López Mateos, che ha una capacità di 1.000 spettatori.